# Cộng hòa Afghanistan
Cộng hòa Afghanistan (tiếng Dari: جمهوری افغانستان, Jǝmhūri Afġānistān; tiếng Pashtun: د افغانستان جمهوریت, Dǝ Afġānistān Jumhūriyat) là tên gọi nước Cộng hòa đầu tiên của Afghanistan, được thành lập vào năm 1973 sau khi Mohammed Daoud Khan lật đổ người anh em họ của ông, vua Mohammad Zahir Shah, trong cuộc đảo chính không bạo lực. Daoud được biết tới về tiến bộ chính trị và cố gắng hiện đại hóa đất nước với sự giúp đỡ của Liên Xô và Hoa Kỳ, giữa các nước khác.
Năm 1978, một cuộc đảo chính quân sự được gọi là Cách mạng Saur đã diễn ra, được kích động bởi phe Cộng sản do Đảng Dân chủ Nhân dân Afghanistan lãnh đạo, sau đó Daoud và gia đình ông đã bị giết. Nước Cộng hòa Dân chủ Afghanistan đồng minh của Liên Xô được thành lập.

## Lịch sử

### Thành lập
Vào tháng 7/1973, trong khi vua Mohammed Zahir Shah đang ở Ý để phẫu thuật mắt cũng như liệu pháp điều trị đau lưng, người anh em họ của ông và là cựu Thủ tướng Mohammed Daoud Khan dàn dựng một cuộc đảo chính và thành lập một Chính phủ Cộng hoà. Nhà vua buộc phải thoái vị trong tháng để tránh xảy ra nội chiến.

### Cải cách chính trị
Cùng năm đó, cựu Thủ tướng Afghanistan Mohammad Hashim Maiwandwal bị buộc tội âm mưu đảo chính, mặc dù kế hoạch không rõ ràng này thực sự nhắm vào chính phủ cộng hoà mới. Maiwandwal đã bị bắt và bị cáo buộc, sau đó đã tự tử trong tù trước khi phiên tòa xét xử, đa phần cho rằng ông đã bị tra tấn đến chết.
Sau khi nắm quyền, Tổng thống Mohammed Daoud Khan lập Đảng phái chính trị của riêng minh, Đảng Cách mạng Quốc gia. Đảng này trở thành Đảng duy nhất hoạt động chính trị trong nước. Loya jirga chấp thuận một hiến pháp mới thiết lập Nhà nước tổng thống độc Đảng vào tháng 1/1977, với các đối thủ chính trị bị đàn áp dữ dội.

### Sự nổi lên của chủ nghĩa Cộng sản
Quan hệ giữa Liên Xô và chính quyền Daoud ngày càng xấu đi. Chính quyền Daoud chuyển sang thân phương Tây, chỉ trích Cuba trong phong trào không liên kết và trục xuất các cố vấn kinh tế của Liên Xô. Chính quyền Daoud đàn áp phe đối lập Đảng Dân chủ Nhân dân Afghanistan do Liên Xô hẫu thuận, đồng minh quan trọng trước đây ủng hộ cuộc đảo chính năm 1973.
Năm 1976, Daoud đề ra kế hoạch phát triển kinh tế 7 năm. Daoud bắt đầu hợp tác huấn luyện quân sự với Ấn Độ, bắt đầu đàm phán kinh tế với Đế chế Iran, đồng thời cũng hướng sự chú ý của mình đến mỏ dầu Trung Đông để xin hỗ trợ tài chính như Ả Rập Xê Út, Iraq và Kuwait.
Tuy nhiên tới năm 1978, những kế hoạch do Daoud đề ra không đạt được nhiều kết quả. Nền kinh tế Afghanistan không đạt được sự phát triển, đời sống người dân không đủ tiêu chuẩn. Đặc biệt sự ủng hộ của Daoud bị giảm sút mạnh sau khi Hiến pháp độc tài được ban hành. Tại thời điểm này, chính quyền Daoud và Đảng Dân chủ Nhân dân đã đạt được thỏa thuận hòa giải. Sau đó một số sĩ quan thân Cộng sản trong quân đội đã lên kế hoạch chống lại chính quyền Daoud. Theo Hafizullah Amin, người đứng đầu Nhà nước Afghanistan năm 1979, kế hoạch đảo chính đã được bắt đầu từ năm 1976.

### Cách mạng Saur
Đảng Dân chủ Nhân dân nắm quyền sau cuộc đảo chính năm 1978, hay còn được gọi Cách mạng Saur. Ngày 27/4/1978, một lực lượng quân sự từ sân bay Quốc tế Kabul tiến nhanh vào trung tâm thủ đô. Lực lượng quân sự chỉ mất 1 ngày để củng cố quyền lực, với việc thúc đẩy nhanh chóng bao gồm ném bom dinh Tổng thống, cắt đường dây liên lạc, chiếm chốt các vị trí quan trọng. Daoud và gia đình của ông bị hành quyết ngay ngày hôm sau.
Nur Muhammad Taraki, Tổng Bí thư Đảng Dân chủ Nhân dân, được tuyên bố là Chủ tịch của Đoàn Chủ tịch Hội đồng Cách mạng, được coi là người đứng đầu nhà nước. Muhammad trở thành người đúng đầu Chính phủ mới được thành lập của Cộng hòa Dân chủ Nhân dân Afghanistan.

## Chính trị
Daoud Khan theo đuổi chính sách "bi-tarafi" có nghĩa là "trung lập" trong Chiến tranh Lạnh. Ông đã tìm kiếm sự giúp đỡ từ Liên Xô và Hoa Kỳ.

## Giáo dục
Daoud Khan tập trung nhiều vào giáo dục và nữ quyền trong thời gian cầm quyền của ông. Chính phủ của ông đã mở nhiều trường học và vào thời điểm diễn ra Cách mạng Saur, 1 triệu học sinh Afghanistan đang học, trong đó có nhiều nữ sinh.